# ВЭС Карцино
ВЭС Карцино — ветровая электростанция в Польше в Западнопоморском воеводстве.
Площадку для станции выбрали к югу от балтийского порта Колобжег. В 2007-м испанская компания Iberdrola начала здесь строительные работы, а сами ветроагрегаты смонтировали и запустили в эксплуатацию несколькими очередями в течение 2008—2009 годов. Всего по заказу Iberdrola установлено 60 ветровых турбин немецкой компании Fuhrländer типа FL MD/77 с единичной мощностью 1,5 МВт. Диаметр их ротора 77 метров, высота конструкции с учётом башни — 138,5 метра.
Рядом по заказу компании DONG смонтировали 17 ветровых турбин датской компании Vestas типа V90/3000 с единичной мощностью 3 МВт и диаметром ротора 90 метров.
В 2013 году польские компании PGE и Energa выкупили ВЭС у Iberdrola и DONG.
В 2014 году рядом с ВЭС Karscino, на противоположном берегу реки, построили ветроэлектростанцию Барды.